# ديفيد آدامز (مصور)
ديفيد آدامز (بالإنجليزية: David Adams)‏ هو مصور أسترالي، ولد في 26 يونيو 1963.

## وصلات خارجية
- دايفيد آدامز على موقع IMDb (الإنجليزية)
- دايفيد آدامز على موقع قاعدة بيانات الفيلم (الإنجليزية)